# Leopoldamys sabanus
Leopoldamys sabanus is een knaagdier uit het geslacht Leopoldamys dat voorkomt in Zuidoost-Azië. Dit dier komt voor van de Chittagong Hill Tracts in Zuidoost-Bangladesh tot Borneo, Java, Sumatra en vele kleinere eilanden. Hoewel dit dier meestal in het laagland leeft, komt hij op Mount Kinabalu (Borneo) tot op 3100 meter hoogte voor en op Malakka tot 1300 meter. Het is onduidelijk of de vormen van deze soort uit de Indonesische en Maleisische eilanden en uit het vasteland één soort vormen. Genetisch bestaan er sterke verschillen binnen L. sabanus, die mogelijk tot het Plioceen teruggaan.
De rug is geel- of okerbruin, de onderkant wit of crèmekleurig, met een scherpe scheiding. De staart is deels bruin en deels wit. De oren zijn klein en bruin. Aan de zijkanten van de voeten zitten brede strepen. Vrouwtjes hebben 1+1+2=8 mammae. Het karyotype bedraagt 2n=42, FN=54, zowel op het schiereiland Malakka als in Thailand en Vietnam.